# Grand Prix World Championship
Grand Prix World Championship, GPWC, var en projekterad racingserie som skulle bestå av formel 1-stallen BAR, Ferrari, Jaguar, McLaren, Williams, Renault och Toyota.[källa behövs]
Tanken var att stallen skulle dela på intäkterna. Planerna lades till slut ner när Ferrari, Renault och Williams stannade i F1 och Jaguar försvann, vilket ledde till att de fyra kvarvarande stallen, plus det nytillkomna BMW Sauber, inte skulle kunna skapa en konkurrenskraftig serie och stannade därför också i F1.